# Cachoeira da Fumaça (Espírito Santo)
A Cachoeira da Fumaça é uma catarata brasileira localizada no Parque Estadual da Cachoeira da Fumaça, entre os municípios de Alegre (Espírito Santo)  e Ibitirama, no Espírito Santo. Fica na Região do Caparaó e é um grande atrativo turístico. Tem 144 metros de queda, despencando com grande volume d'água de uma montanha, no interior de um vale. O World Waterfall Database, um sites mais conhecidos sobre o assunto de cachoeiras, classificou Cachoeira da Fumaça do Espírito Santo como a nonagésima terceira mais impressionante do mundo.
O início desta unidade de conservação remonta a agosto de 1984 onde, por meio do decreto n°2791-E, foi desapropriada a área inicial (de 24 ha). A instituição definitiva do Parque ocorreu em fevereiro de 2009 por meio dos decretos n°2220-R e n°155-S. O Parque protege nascentes e remanescentes de um trecho conservado do rio Braço Norte Direito, afluente do rio Itapemirim. A região é formada por fragmentos florestais de mata ciliar e vegetação rupestre. Parte da área de pastagem foi restaurada com espécies nativas. Possui exuberante queda d’água de 144 metros de altura, além de trilhas bem demarcadas e de fácil acesso. Ao longo do rio a paisagem apresenta cascatas e corredeiras. Sua flora é marcada por bromélias, helicônias, jacarandás-de-espinho, dentre outros, e a fauna é representada por animais raros como maitaca, martin-pescador-grande, lontra e gato-do-mato-pequeno.